# Nevraumont
Nevraumont est un village de la commune belge de Bertrix situé en Région wallonne dans la province de Luxembourg.
Avant la fusion de communes de 1977, il faisait partie de l’ancienne commune d'Orgeo.

## Situation
Nevraumont est un petit village du plateau ardennais situé à une altitude de 410 m (à la chapelle). Bertrix se trouve à environ 8,5 km au nord-ouest. Les localités les plus proches sont Rossart au nord, Gribomont au sud et Biourge au nord-ouest.

## Description
Entouré de prairies, Nevraumont est une localité à l'habitat assez concentré et implanté sur deux axes principaux: la rue Perlieue allant d'est en ouest et la rue du Grand Enclos d'orientation nord-sud. On y dénombre une soixantaine d'habitations dont quelques exploitations agricoles toujours en activité.

## Patrimoine
La chapelle dédiée à Saint Raymond date de 1844. Elle compte une seule nef. Sa façade a été remaniée en 1925. Elle est bâtie en oblique par rapport à l'axe de la rue Perlieue.

## Activités
Nevraumont possède des gîtes ruraux dont certains au sein d'une ferme pédagogique.
L'école communale se situe à une centaine de mètres à l'ouest de la chapelle.